# Acrochordonichthys guttatus
Acrochordonichthys guttatus es una especie de pez de la familia Akysidae.

## Morfología
Los machos pueden llegar alcanzar los 9,8 cm de longitud total.
Número de  vértebras: 40-41.

## Distribución geográfica
Es endémico de la cuenca del río Barito al sur de Borneo.